# Маматова, Лилия Хафизовна
Лилия Хафизовна Мама́това (1935 – 1996) — советский и российский киновед, кинокритик, педагог.

## Биография
Родилась 1 октября 1935 года в Намангане (Узбекистан). В 1959 году окончила факультет журналистики Московского государственного университета. С 1964 года  преподавала на киноведческом факультете Всесоюзного государственного института кинематографии. Работала главным редактором учебной киностудии ВГИКа.
В 1968 году защитила диссертацию на соискание ученой степени кандидата искусствоведения по теме «Национальная самобытность образа-характера в художественном фильме».
С 1974 года работала в НИИ теории и истории кино Госкино СССР (с 1980 года — Всесоюзном научно-исследовательском институте киноискусства), с 1976 года была заведующей сектором отечественного кино. Совместно с Евгением Сурковым руководила киноведческой мастерской во ВГИКе. Была главным специалистом по многонациональному советскому кинематографу.
Член КПСС с 1977 года по 1991 год. Член Союза кинематографистов СССР и Союза кинематографистов России.
Печаталась с 1960 года. Автор ряда статей и книг, редактор сборников по вопросам киноискусства.
В 1991—1995 годах была автором телепередачи «Киноправда?» (ВГТРК «Останкино»).
Умерла 28 мая 1996 года в Москве.
Дочь – Александра Борисовна Воронченко, тележурналист.